# باشگاه فوتبال لینکولن یونایتد
باشگاه فوتبال لینکولن یونایتد (به انگلیسی: Lincoln United Football Club) یک باشگاه فوتبال در شهر لینکلن، انگلستان، کشور انگلستان است که در سال ۱۹۳۸ میلادی تأسیس شده‌است.